# باول باربر
باول باربر (بالإنجليزية: Paul Barber)‏ هو ممثل بريطاني، ولد في 18 مارس 1951 في ليفربول في المملكة المتحدة.

## أعمال

### أفلام
- (1997) كل ما هو مطلوب[4]

## وصلات خارجية
- باول باربر على موقع IMDb (الإنجليزية)
- باول باربر على موقع قاعدة بيانات الفيلم (الإنجليزية)